# Survivor Austrálie: Šampioni vs. Vyzyvatelé
Survivor Austrálie: Šampioni vs. Vyzyvatelé, byla pátá řada Survivor Austrálie a třetí sezóna, která se vysílala na Network Ten. Moderátorem byl Jonathan LaPaglia a byla natočena na fidžijském ostrově Savusavu.
Soutěž je založena na formátu Survivor. V této sezóně se představilo 24 soutěžících rozdělených do dvou kmenů: „Šampioni“, složený z dvanácti vysoce výkonných lidí, kteří vynikali ve svých oborech a „Vyzyvatelé“, složený z dvanácti obyčejných Australanů. Sezóna měla premiéru 1. srpna 2018 a skončila 9. října 2018, kdy byla Shane Gould jmenována vítězkou nad Sharn Coombes. Shane tak získala hlavní cenu 500 000 A$ a titul Jediného Přeživšího.
Série se v roce 2022 vysílala v Česku a s českým dabingem na platformě Voyo. Premiéra byla 29. dubna a finálová epizoda byla vydána 19. července.

## Soutěžící
24 soutěžících bylo rozděleno do dvou kmenů, podle jejich statusu: „Šampioni“, byli složeni z dvanácti lidí, kteří získali ocenění a slávu za svoji výjimečnou práci ve svých oborech. „Vyzyvatelé“, byli složeni z dvanácti obyčejných Australanů. Mezi Šampiony byli: Russel Hantz, trojnásobný účastník americké verze Survivoru, Steve Willis, trenér z australského pořadu The Biggest Loser a zlaté olympijské medalistky Lydia Lassila a Shane Gould, která následně celu sérii vyhrála. V kmeni Vyzyvatelů byli: Benji Wilson, bratr Anneliese Wilson z Australského Survivoru 2017 a Zach Kozyrski, který se objevil jako gladiátor v roce 2008 v oživení Gladiators.